# Zigon
Zigon är en kommun i Myanmar.   Den ligger i regionen Bagoregionen, i den södra delen av landet, 160 km söder om huvudstaden Naypyidaw. Antalet invånare är 74 560.